# Кріофіти
Кріофіти (від грец. Kryos — холод і…фіт —рослина) — рослини, пристосовані до холодних і сухих місць проживання. Разом з психрофітами утворюють основу рослинного покриву тундри, альпійських лугів, осипів і скель у високогір'ях.
До них належать подушкоподібні рослини високогірних пустель Паміру, Тянь-Шаню, Тибету (напр., азорелла, проломник).
Кріофіти в екологічному відношенні дуже близькі до психрофітів і пов'язані з ними перехідними формами. Це рослини сухих і холодних місцеперебувань — сухих ділянок тундри, скель, осипів. Зазвичай вони розглядаються і характеризуються разом з психрофітамі, оскільки у них багато схожих морфологічних і фізіологічних рис. Але серед кріофітів є й досить своєрідні форми — це рослини-подушки високогірних холодних пустель.
О. П. Шенников відносить до психрофітів такі види, які пристосовані до вологих і холодних місць проживань північних широт і високогір'я, а до кріофітів — види теж холодних, але сухих середовищ існування, особливо сухих високогір'їв. Але різкої межі між цими групами немає. Ксероморфна структура видів цих груп часто пояснюється так званою фізіологічною сухістю холодних ґрунтів. Але таке пояснення не підтверджується фактами. Однак рослини холодних місцеперебувань (тундр з їх вологими умовами і сухих високогір'я) дійсно мають чітко виражену ксероморфні структуру. Ксероморфні, наприклад, і північні хвойні. У чому ж справа? Ксероморфоз хвої голонасінних пов'язаний в першу чергу з особливостями анатомічної будови їх провідної системи: у них відсутні справжні судини (трахеї), а функціонують трахеїди, які гірше проводять воду. Їх загалом мала транспірація виявляється корисною в критичні періоди холодної зими, не менш холодної весни північних широт, а у сосни і в сухих умовах.
Трав'янисті Психрофіти тундри, а також вологих і холодних альпійських поясів схильні дуже різким змінам умов існування.
В тундрах сувора тривала малосніжна зима, холодна весна, прохолодне коротке літо, нерідко близька вічна мерзлота, сильні вітри — все це в сукупності дуже несприятливо позначається на водному режимі рослини і сприяє розвитку ксероморфні ознак. Таку ж дію надає і бідність тундрових ґрунтів поживними речовинами, тобто включається ще один фактор — голодування (згадаймо пейноморфоз). Тому ксероморфні структура тундрових рослин, мабуть, більше пов'язана з холодним кліматом і з нестачею мінерального живлення, ніж з нестачею води. Ксероморфоз тундрових чагарників виражається в їх приземистости (що треба пов'язати і з малим сніжним покривом), в їх численних дрібних, згорнутих уздовж (або загорнутих на нижню сторону) листі, густо покривають втечу. Але тундрові рослини мають листя та іншого характеру: зимовозелені, широкі, шкірясті (схожі на брусничні). Мабуть, такі зимуючі під снігом листя тундрові рослинам вигідно мати, так як в коротку весну рослини виходять з-під снігу з уже готовим асиміляційним апаратом, що важливо при короткому вегетаційного періоду.
Але це все літньозелені листопадні рослини, і за морфологією вони цілком аналогічні мезофітам. Нарешті, типові для тундр подушкоподібні і густорозеточні форми зазвичай пов'язані з більш сухими кам'янистими тундрами, яким властива велика сухість субстрату. Еколого-фізіологічно Психрофіти тундр відрізняються досить низьким осмотичним тиском (у порівнянні з склерофітами), більш слабкою активністю обміну речовин (порівняно з мезофітами), менший кількістю хлорофілу і т. д.
У високогірних умовах Психрофіти пов'язані з більш вологими, але холодними поясами (наприклад Кавказу), а кріофіти — з дуже сухими і дуже холодними поясами високогір'я (наприклад Паміру, Тянь-Шаню і інших середньоазійських гір). Таким чином, групи психрофітів і кріофітів — це дуже гетерогенні та суперечливі групи, виділення яких підтримують не всі екологи.